# Fujiwara no Kanesuke
Fujiwara no Kanesuke (藤原兼輔, También Chunagon Kanesuke 中納言兼輔 y Tsutsumi Chunagon 堤中納言?)(877-933) fue un poeta waka y noble japonés de mediados del período Heian. Fue designado miembro de los treinta y seis poetas inmortales y uno de sus poemas fue incluido en la famosa antología Ogura Hyakunin Isshu.

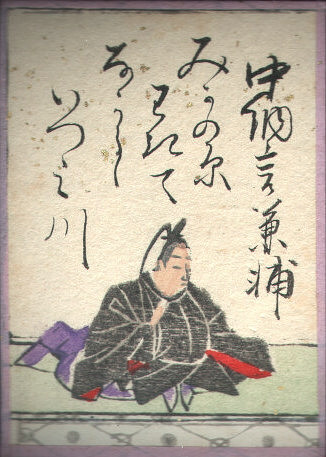
Fujiwara no Kanesuke, del Ogura Hyakunin Isshu.

Los poemas de Kanesuke están incluidos en varias antologías de poesía imperiales, incluyendo el Kokin Wakashū y el Gosen Wakashū. También se preserva una colección personal de sus escritos conocida como Kanesukeshū.